# طائرة أعمال أسرع من الصوت

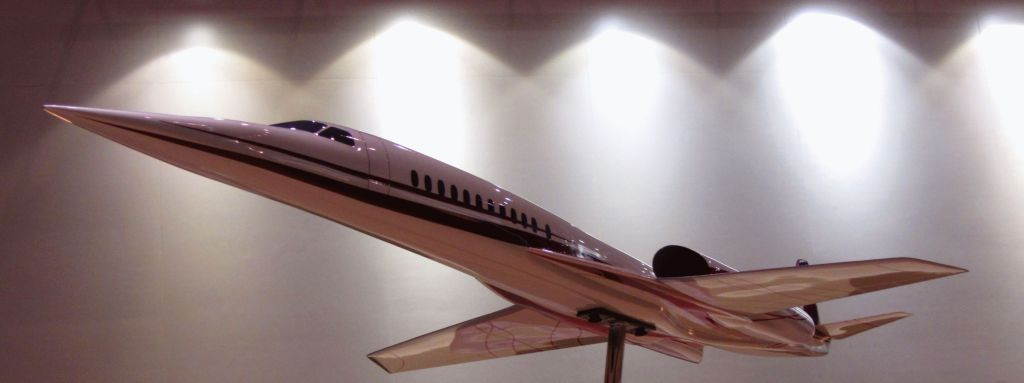
طائرة اعمال اسرع من الصوت

طائرة أعمال أسرع من الصوت (بالإنجليزية: Supersonic business jet)‏ والمعروفة أختصاراً بـ: إس إس بي جيه (SSBJ)، هي طائرات رجال أعمال صغيرة، تستطيع السفر بسرعة تفوق 1.0 ماخ. ولا توجد في الخدمة الفعلية حاليا أي طائرة أعمال أسرع من الصوت، وهناك العديد من الشركات المصنعة للطائرات تعمل على تطوير عدد منالتصاميم.